# 阿伦莫尔岛
阿伦莫尔岛是爱尔兰北部的一座岛屿，位于阿尔斯特省多尼戈尔郡西海岸。